# 아이티어
아이티어 또는 아이티 크레올(kreyòl ayisyen)은 프랑스어 기반의 크리올 유래 언어, 즉 크리올 언어로, 아이티의 주요 공용어이다. 아이티의 거의 모든 인구가 일상언어로 널리 쓴다. 아이티 밖에서는 프랑스, 캐나다, 미국, 도미니카 공화국, 카리브해 인근 국가 등 아이티에서 이주한 사람들이 이 언어를 쓴다. 화자 수가 1천만 명을 넘어 크리올 언어 가운데 가장 많이 쓰인다.

## 성립
아이티어는 언어의 뿌리를 프랑스어에 두고 있는 크리올이며, 여기에 서아프리카의 월로프어, 그베어 등의 영향을 받아 이루어졌다. 스페인어와 여러 아메리카 토착어의 영향도 더해졌으며, 다른 언어들과 마찬가지로 현재는 영어의 영향이 커지는 추세이다. 흔히 아이티식 프랑스어 정도로 생각하는 사람도 있지만, 아이티어는 프랑스어와 말소리로 서로 통하지 않으며, 문법틀도 큰 차이가 있다.

## 음운
프랑스어가 12 모음체계인 데 비하여 아이티어는 7모음체계로 간략화되었다. 탈락된 모음은 대부분 원순모음이며, 이들 탈락한 원순모음은 비원순모음으로 바뀌었다. /y/ -> /i/ /ø/ -> /e/ /u/ -> /ɯ/ /o/ -> /ɤ/

## 정서법
아이티어는 26자의 라틴 문자로 표기하며, 보조기호로 프랑스어에서 쓰이는 악상떼귀를 비롯한 몇 종류의 철자기호를 쓰지만, 주로 쓰는 것은 악상떼귀(`)이다. 정서법은 발음대로 쓰기 때문에 표음적이다. [ɯ]로 발음되는 철자 ou같은 것은 프랑스어 정서법과 같다.
| b   | ch  | d   | f   | g   | h   | j   | k   | l   |
| --- | --- | --- | --- | --- | --- | --- | --- | --- |
| [b] | [ʃ] | [d] | [f] | [ɡ] | [x] | [ʒ] | [k] | [l] |
| m   | n   | ng  | p   | r   | s   | t   | v   | z   |
| [m] | [n] | [ŋ] | [p] | [ɣ] | [s] | [t] | [v] | [z] |

| ui   |
| ---- |
| [ɥi] |

| w   | y   |
| --- | --- |
| [w] | [j] |

| a   | e   | è   | i   | o   | ò   | ou  |
| --- | --- | --- | --- | --- | --- | --- |
| [a] | [e] | [ɛ] | [i] | [ɤ] | [ʌ] | [ɯ] |

| an  | en  | on  | oun |
| --- | --- | --- | --- |
| [ã] | [ɛ̃] | [ɤ̃] | [ɯ̃] |

## 문법
아이티어의 문법체계는 프랑스어에 견주어 매우 간략화되어 있다. 동사는 시제와 인칭에 따른 변화를 하지 않으며, 명사의 문법 성도 없어졌으며, 따라서 형용사가 명사 성에 맞추어 변화하는 문법성의 일치도 없다. 어순은 프랑스어 어순과 같지만, 동사와 형용사의 복잡한 순서도 최소화되었다. 문법표지(명사복수형 표시나 소유격 따위)는 접미사를 붙임으로써 나타내는데, 보통 대시(-)를 써서 나타내지만, 그냥 띄어쓰기로 나타내기도 한다. 자주 쓰는 말이 줄어드는 경향이 있어서 한 글자로 나타내기도 한다. (mwen(나)는 m로, ou(너,당신)은 w로 줄임)
아이티로 끌려온 노예들은 다호메이 왕국(지금의 베넹) 출신이 많았기 때문에 아이티어는 어휘의 절대다수가 프랑스어에 기원을 두지만, 문 구조는 서아프리카의 퐁베어를 따른다.
| 프랑스어    | 퐁베어                                  | 아이티어                                  | 한국어        |
| ----------- | --------------------------------------- | ----------------------------------------- | ------------- |
| Ma bécane   | Keke che (keke = 자전거 / che = 나(의)) | Bekàn mwen (bekàn = 자전거 mwen = 나(의)) | 내 자전거     |
| Mes bécanes | Keke che le                             | Bekàn mwen yo                             | 내 자전거(들) |

## 어휘
어휘의 절대다수는 프랑스어에서 들어온 것이다.
일부 단어는 본래 프랑스어에서는 관사와 명사로 나뉘던 것이 융합되어 한 단어가 되었는데, 이러한 관사와 명사의
융합현상은 다른 크리올 언어들에도 널리 보이는 현상이다. 프랑스어 낱말은 실제 말할 때 늘 관사와 더불어 쓰여,듣는 쪽에서는 이를 한 단어로 인식하기 때문이다.
- la lune(달) -> lalin
- les oiseaux(새) -> zwazo

아프리카어나 아메리카 토착어 단어도 섞여 있으며, 이는 주로 동식물 이름이나 지명등에 남아 있다.
- Ayti:나라이름 아이티는 토착 타이노어이다.
- anasi(거미) 아난테어
- marasa(쌍둥이) 키콩고어
- zombi(좀비,유령) 키콩고어

또한 상표이름이 보통명사화 된 어휘가 상당수 있다. 예를 들어 카메라 제조사인 코닥(kodak)이 ‘카메라’라는 뜻의 보통명사로, 면도기 제작사인 질렛jilèt이 ‘면도기’의 뜻으로, 에어컨 제조사인 이글루 igloo가 ‘에어컨’이라는 뜻의 낱말로 각각 쓰인다.
또 어원이 프랑스어라도 원래 뜻과 매우 다르게 쓰는 낱말도 있다. 아이티어 nèg는 프랑스어 negre에서 왔으나, 흑인에게만 쓰는 단어가 아니라 사람을 두루 가리키는 일반명사이다. 반면, ‘하얗다’란 뜻의 프랑스어 blanc에서 온 blan은 ‘외국인’, ‘이방인’이란 뜻으로 쓰이며, 꼭 백인만을 가리키지도 않는다. (아시아인도 blan이 될 수 있다)

## 아이티어 속담
- Sak vid pa kanpe →금강산도 식후경 (직역: 빈 가방은 서지 못한다)
- Pitit tig se tig →부전자전 (직역: 새끼 호랑이도 역시 호랑이다)
- Ak pasyans wa wè tete foumi →불가능은 없다 (직역: 참고 기다리면 개미 머리가 보일 것이다)
- Bay kou bliye, pòte mak sonje →때린 주먹은 잊어버리고 맞은 흉터는 기억한다
- Bèl dan pa di zanmi →웃는 낯짝이라고 다 친한 것은 아니다
- Bèl entèman pa di paradi →잘꾸민 장례식이 천국행을 보장해주진 않는다
- Sa k rive koukouloulou a ka rive kakalanga tou →칠면조한테 일어나는 일은 수탉한테도 일어난다
- Kreyòl pale, kreyòl konprann →크리올로 말한 것은 잘 이해된다
- Fanm pou yon tan, maman pou tout tan →마누라는 한 때, 어머니는 언제나
- Li pale fransè →그는 사기꾼이다 (직역:그는 프랑스어를 말한다)
- Nèg di san fè, Bondye fè san di →사람은 하지 않고 말하며 신은 말하지 않고 하신다
- Nèg rich se milat, milat pòv se nèg →부유한 검둥이는 물라토, 가난한 물라토는 검둥이
- Pale fransè pa di lespri ou →프랑스어를 쓴다고 네가 똑똑하다는 보장은 없다
- Wòch nan dlo pa konnen doulè wòch nan solèy →물 속의 바위가 땡볕아래 바위의 고통을 알랴
- Si ou bwè dlo nan vè, respekte vè a →유리잔으로 물을 마셨으면 유리잔에게 고마워하라

## 같이 보기
- 아프리카계 브라질인
- 크리올 (언어학)